# Tasmanophilus opinatus
Tasmanophilus opinatus är en mångfotingart som först beskrevs av Newport 1845.  Tasmanophilus opinatus ingår i släktet Tasmanophilus och familjen storjordkrypare. Inga underarter finns listade i Catalogue of Life.